# Baño de mujeres (Durero)

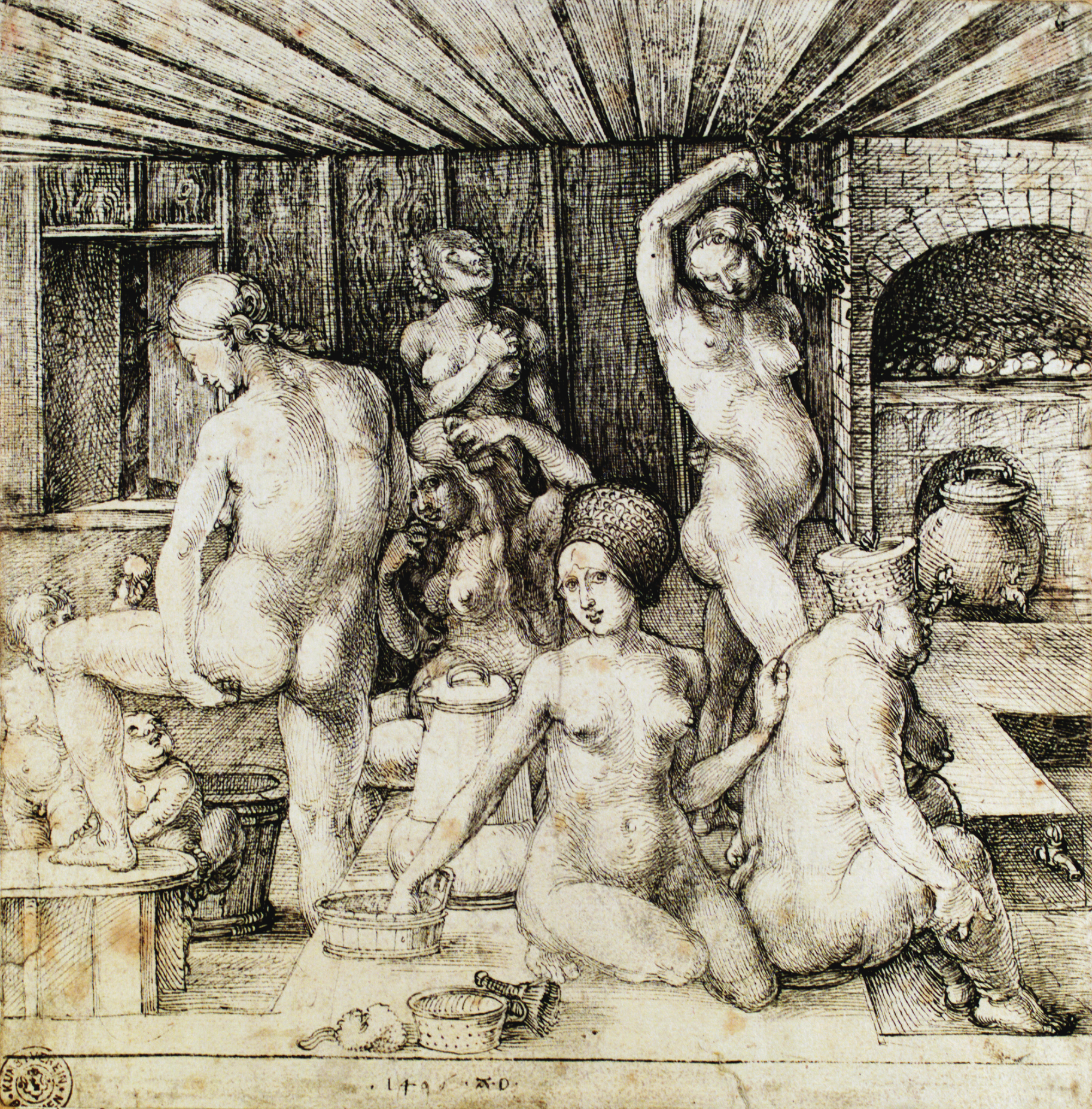
Durero, Baño de mujeres.

Baño de mujeres es un dibujo a pluma del pintor alemán Alberto Durero de 1496 que muestra a seis mujeres y dos niños pequeños en una casa de baños. Durero, que entonces tenía sólo 25 años, le dio a su obra un aspecto voyeurista al insertar, de manera discreta, a un hombre al fondo en la puerta entreabierta que observa a las mujeres. Las féminas presentes representan diferentes edades; su apariencia varía desde elegante hasta grotesca. Se cree que el Baño de mujeres de Durero sirvió como contraparte del Baño de hombres, que realizó alrededor de 1496-98 y comparte algunos elementos comunes.

## Trasfondo

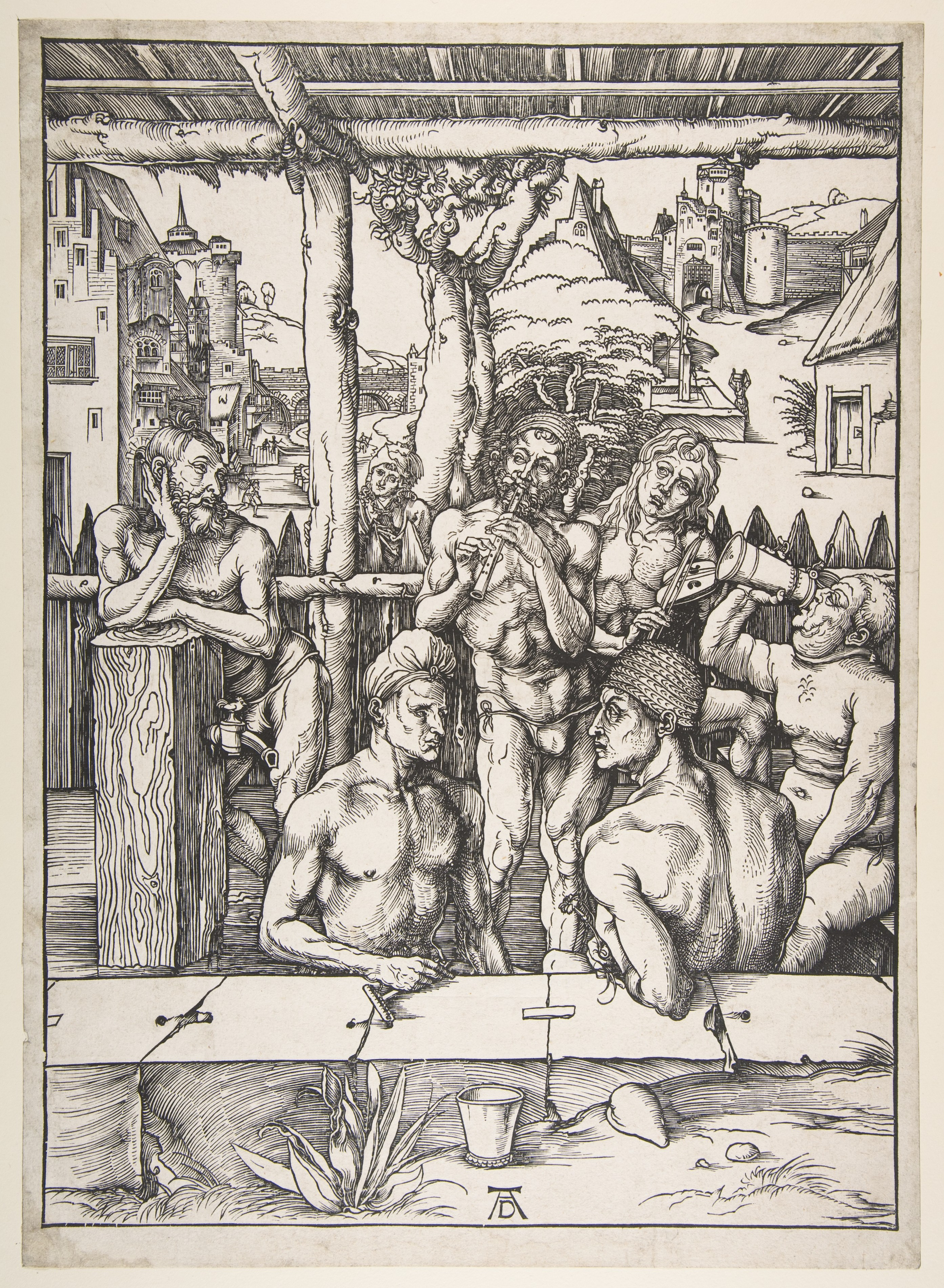
Durero, Baño de hombres.

El artista dibujó la obra en 1496, después de regresar de su primer viaje a Venecia en 1494-95. Es la primera vez que utiliza la perspectiva lineal de un punto, localizando el punto de fuga en la axila de la mujer con las ramas. Al parecer, su estudio de la figura humana desnuda también se desarrolló a través del estudio del arte italiano. Los seis desnudos femeninos son de diferentes edades y se muestran desde diferentes ángulos y en diferentes poses. El Baño de mujeres del joven Durero se considera un estudio preliminar para un grabado en madera que nunca se ejecutó. Antes de su viaje a Venecia en 1494, su concepto del desnudo femenino se basaba en las convenciones existentes del gótico en las que las mujeres eran representadas delgadas, con el pecho pequeño y el tronco en forma de pera: alargado y con el abdomen prominente. Después del regreso de Durero a Nuremberg en 1495, sus dibujos revelan que ahora estaba dibujando a partir de modelos vivos. Sus modelos pueden haber sido visitantes o clientes de los baños públicos. Las casas de baños eran populares en las ciudades bajomedievales, además de lavarse, eran sobre todo un lugar para socializar, comer y beber. Pero no tenían buena reputación porque muchas también funcionaban como burdel, y con el estallido de sífilis en los últimos años del siglo XV, empezaron a ser cerradas.
La hoja está fechada y firmada con el monograma personal y mide 231 × 230 mm. Fue retirada durante los años de la guerra en 1943 y luego robada, pero en 2001 fue devuelta a la Kunsthalle Bremen. Su procedencia está documentada desde 1821, cuando fue adquirida por Hieronymus Klugkist para su colección. En 1851 llegó al Bremer Kunstverein como parte de la fundación testamentaria de Klugkist.

## Descripción

### El baño
En una composición espacialmente impresionante, Durero muestra una animada escena con mujeres bañándose, incluso peinándose y golpeándose el cuerpo con ramas para mejorar la circulación sanguínea en la piel. El interior, revestido con tablones de madera y suelo con pilones, se reconoce como una sala de baño y sudoración. El techo también está formado por tablas que se reproducen en un escorzo muy espacial, lo que provoca una fuerte atracción perspectiva y empuja literalmente al espectador hacia las figuras. Al fondo, a la derecha, hay un fogón abierto y debajo un nicho con un hervidor de agua. Delante de la figura de espaldas más a la izquierda, hay una tina grande y a la derecha de la joven sentada en primer plano hay otra tina, aunque más pequeña y delicada, en la que mete su mano derecha. Al frente de las figuras se pueden ver varios objetos agrupados en el suelo formando un bodegón: una borla, una esponja y un recipiente para jabón. 

### Los personajes
Se representan seis mujeres y dos niños desnudos. Un voyeur barbudo observa las actividades de los bañistas a través de la puerta situada al fondo a la izquierda. La mirada del hombre se dirige directamente a la figura desnuda, mostrada desde atrás al espectador, que abre las piernas colocando su pierna izquierda sobre un pedestal. Dos niños pequeños también desnudos la miran, uno le pasa una esponja y el otro intenta subir a su pedestal. Ella mira a los pequeños y se entrega a su mirada. Se sostiene la nalga izquierda, mientras con la mano derecha parece estar lavándose la entrepierna, cubriendo la pose de espaldas la posición exacta. En el centro a la derecha, una joven se golpea la espalda con un manojo de ramas, como aun es habitual cuando se va a la sauna. Al fondo se puede ver a una mujer más joven mirando al techo, como si sospechara de la presencia de un mirón en el ático. Frente a ella, la joven sentada en el borde de la pila está ligeramente en sombra y mira fuera del encuadre mientras se peina su largo cabello. La joven sentada en el centro, en el borde frontal de la imagen, irradia el mayor encanto de todos: la posición de sus miembros es elegante. Lleva un gorro de baño de paja y mira al espectador como si acabara de descubrirlo, mientras coloca su mano en la espalda de la mujer mayor a su izquierda, como para lavarla. La anciana representada de perfil mira estoicamente a la derecha del encuadre, su enorme y pesado cuerpo parece inmóvil. El muslo de la joven presiona las nalgas de la mujer mayor, que también lleva un gorro de baño de paja, lo que puede identificarla como una alcahueta y su pupila. 

## Interpretación

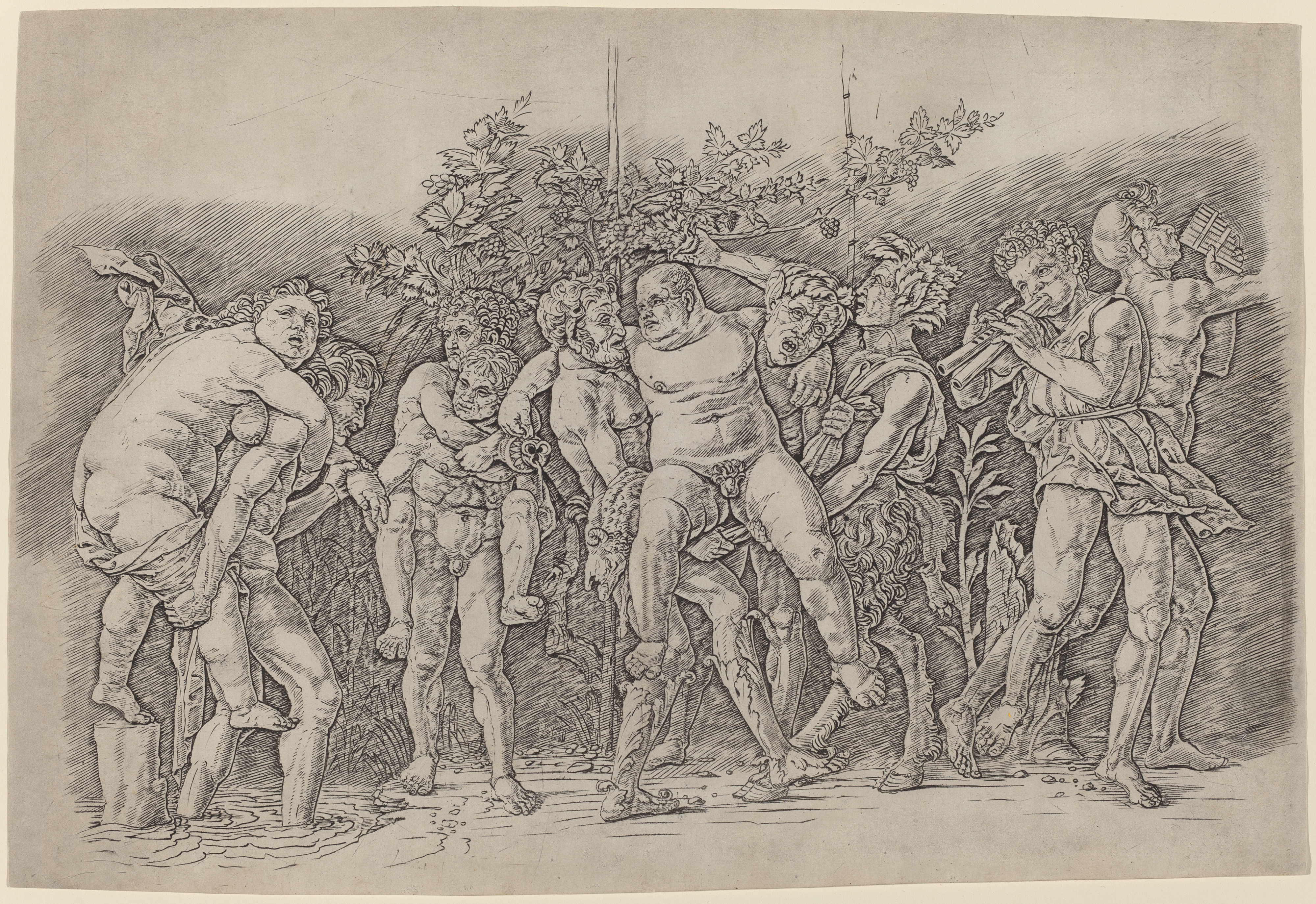
Andrea Mantegna: Bacanal con Sileno.

Los dibujos de Durero muestran una manera diferente de registrar el Renacimiento italiano. El núcleo androcéntrico de la cultura humanista se refleja en sus sensuales desnudos masculinos, pero también proporciona un "grotesco femenino", por primera vez en este dibujo a pluma: una joven y bella bañista sentada junto a una anciana corpulenta tan deformada por el envejecimiento que no solo la aparta de la belleza femenina, sino también de la propia identidad de género. La mayor lleva un sombrero de hombre y los grifos justo al lado recuerdan la alusión a los genitales masculinos del grabado en madera de Baño de hombres, lo que enfatiza aún más su exclusión de la norma de género. Si bien la investigación reconoce tipos antiguos de Venus en las mujeres más jóvenes, la “matrona corpulenta” no puede asignarse a modelos antiguos ni académicos; más bien se remonta a un grabado de Mantegna (Bacanal con Sileno). Si los grifos aluden al miembro viril, como en Baño de hombres, esto daría lugar a una broma indecente en la nariz de la gorda, pues un grifo casi le toca la cara. La misteriosa belleza central recuerda vagamente al antiguo tipo de Venus agachada. La joven del fondo, que mira al techo con la mano levantada hasta el pecho izquierdo, sugiere el tipo de Venus púdica, mientras que la chica que se peina recuerda el tipo de Venus Anadiómena. La mujer de las ramas y el brazo levantado, en cambio, recuerda al tipo de Venus Calipigia. También en Baño de mujeres es nueva la ironía de Durero sobre la narrativa visual. Hizo un movimiento inteligente para disimular el mensaje erótico. 
Además, Durero introduce el antiguo topos “la mujer como vasija” (vas debitum) al colocar a la hermosa cortesana bañándose junto a una fina tinaja, a la mujer de mediana edad frente a una tina grande y a la anciana gorda cerca de una caldera bulbosa con grifos. La bañista y la anciana son comentarios sardónicos sobre la juventud y la edad, así como sobre la feminidad y lo que Durero parece haber visto como la pérdida de la feminidad. La joven del centro de la imagen, que capta la mirada del espectador, lo identifica con el voyeur del fondo, lo que aumenta el atractivo erótico de la obra. La zona púbica de las seis mujeres totalmente desnudas está cubierta por la inteligente disposición de las figuras u objetos; solo en los niños con forma de putto se aprecian los genitales. El dibujo transmite la alegría del contacto físico entre mujeres, pero no lo erotiza. 
En su posterior grabado en madera, Baño de hombres, que se considera una contraparte del Baño de mujeres, también se representan a seis adultos en una casa de baños, pero los hombres se bañan al aire libre y sus genitales están cubiertos porque mantienen sus calzoncillos. Como en Baño de mujeres, un voyeur externo observa la escena, claramente homoerótica. Dos de los hombres también llevan gorros de baño de paja.

## Recepción

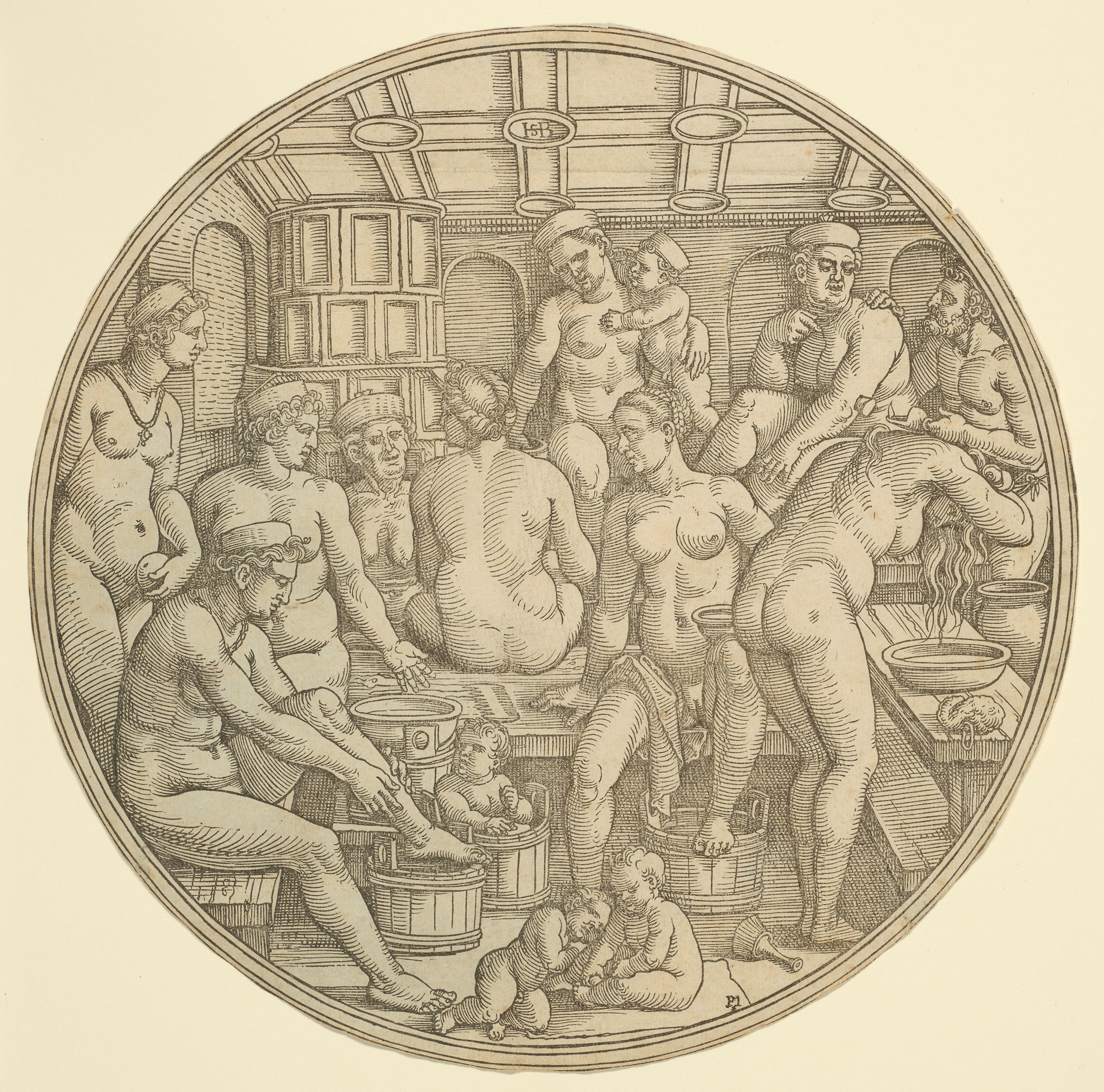
Sebald Beham: Baño de mujeres.

El baño de mujeres de Durero pronto encontró imitadores en el arte, incluido el Baño de mujeres creado en 1545 por el pintor y grabador alemán Sebald Beham.
Hans Sachs escribió una novela corta Das schoen pad, donde se observa descaradamente a las mujeres bañándose debido a su posición oculta. El chiste se refiere principalmente a la joven y a la anciana que aparecen en primer plano en el dibujo de Durero, de la que se dice: “una mujer muy joven, delicada, de cuerpo muy voluptuoso, que golpea el podio y hace las reverencias y lava a la sexta mujer”. La fealdad de la anciana finalmente expulsa al yo narrador del baño.